# Cui Xiaotong
Dans ce nom chinois, le nom de famille, Cui, précède le nom personnel.
Pour les articles homonymes, voir Cui.
Cui Xiaotong (en chinois traditionnel : 崔晓桐), née le 21 novembre 1994, est une rameuse d'aviron chinoise.

## Carrière
Elle est médaillée de bronze en huit aux Championnats du monde d'aviron en 2014 à Amsterdam.
Cui Xiaotong est médaillée d'or aux Championnats du monde d'aviron en 2019 à Ottensheim en  quatre de couple avec comme compatriotes Chen Yunxia,Lü Yang et Shang Ling. Hormis Chen Yunxia qui était remplacé par Wang Yuwei, le quatre de couple avait échoué au pied du podium l'année précédente aux mondiaux de Bulgarie.
En 2021, ce même équipage devient champion olympique aux Jeux olympiques d'été de 2020 à Tokyo avec un temps de 6 min 5 s 13 devant les Polonaises et les Australiennes.